# 赤子岩
赤子岩（あかごいわ）是對那些流傳有嬰兒相關傳說的岩石總稱。日本各地都存在有赤子岩，多半有只要向其許願就能治好嬰兒或幼童夜哭症的共通點。

## 概要
長野縣的赤子岩
長野縣下伊那郡智里村（現在的阿智村）的小野川字切山一代流傳、直徑約2公尺的岩石。
曾經有位女性帶著幼子旅行，因為突然染上急病，病死在這塊岩石上。當孤單一人的孩子遭到野狼襲擊時，孩子站起來並向狼用力跺腳，便把狼嚇跑了。
從此之後、據說只要向這顆岩石許願就可以治好小孩子的夜哭症。
愛知縣的赤子岩
愛知縣北設樂郡東榮町相傳留有腳印的岩石。
曾經有位帶著孩子的女性在此遭到殺害，孩子的腳印在岩石上留下窪陷的痕跡。附近村民因為可憐那名孩子，便建了一座小祠堂來供奉該塊岩石。
這裡的岩石也有治癒小孩夜哭症的傳說。
廣島縣的赤子岩
廣島縣原市比和町的文化遺產。雖然現在是高度4.2公尺、周長約莫6公尺左右的大小，但傳說過去的大小曾經只有三尺（約90公分）左右，是因為石頭如其名「赤子」般，是一年一年不斷地長大才終於長成現在的大小。。
又有一說是宣稱只要將耳多貼在岩石上仔細聽，就能聽到岩石內部傳來嬰兒的哭聲。

## 備註
1. 1 2  乾克己他編 『日本伝奇伝説大辞典』 角川書店、1986年、14-15頁。ISBN 4-040-31300-3。
2. ↑  四季遊びの宝庫 比和町観光協会 （页面存档备份，存于） 2008年2月8日閲覧
3. 1 2  広島おでかけマップ : 赤子岩 （页面存档备份，存于） 2008年2月8日閲覧